# 杜建徽
杜建徽（863年—950年），字延光，五代十国时吴越国官员，吴越武肃王钱镠时左丞相。唐末五代新城（今浙江省杭州市富阳区西南）人。
唐懿宗咸通四年（863年）杜建徽出生。杜棱幼子，杜建徽性格强勇。年少时从军，随父归武肃王钱镠，累从征伐有功，军中称为“虎子”。杜建徽治军严整。从讨董昌，箭中左眉，犹挥军力战。为武安都指挥使，转任都指挥使。天复二年（902年），从新城驰援杭州，平定叛将徐绾、许再思。天复三年（903年），杜建徽的儿女亲家、睦州刺史陈询背叛钱镠，杜建徽也受到怀疑。钱密令部下刺探其意，杜建徽表明忠心。陈询兵败，其属吏持杜建徽致陈询的书信来降。钱镠阅书不胜嘉叹。杜建徽历任浙东营田副使、常州刺史、行军司马，天宝八年（915年），送王子钱传珍到京城开封府，尚后梁寿春公主。回到吴越，进封泾原节度使。天宝十六年（923年），钱鏐建立吴越国如天子之制，任命杜建徽为左丞相，封郧国公。杜建徽历任国子监祭酒、泾源昭化诸军节度使，兼中书令，历仕钱镠、钱元瓘、钱弘佐、钱弘倧、钱俶五王。杜建徽八十岁时，尚能骑射，于广场中击马球。乾祐三年（950年）卒，年八十八岁。赠太师，谥号“威烈”。
两个女儿分别嫁给钱元瞿和钱弘佐；孙杜昭达。